# John van Reenen
John van Reenen (* 26. März 1947; † 21. August 2018) war ein südafrikanischer Diskuswerfer und Kugelstoßer.
Am 14. März 1975 stellte er mit 68,48 m einen Weltrekord im Diskuswurf auf.
Zehnmal wurde er Südafrikanischer Meister im Diskuswurf (1973–1978, 1985–1987) und siebenmal im Kugelstoßen (1974–1978, 1985). 1975 wurde er außerdem Englischer Meister im Diskuswurf. Als Student der Washington State University wurde er von 1968 bis 1970 dreimal in Folge NCAA-Meister im Diskuswurf und 1968 NCAA-Hallenmeister im Kugelstoßen.

## Persönliche Bestleistungen
- Kugelstoßen: 19,81 m, 26. Dezember 1970, Paarl
- Diskuswurf: 68,48 m, 14. März 1975, Stellenbosch